# Cyrtodesmus hispidulosus
Cyrtodesmus hispidulosus är en mångfotingart som beskrevs av Loomis 1964. Cyrtodesmus hispidulosus ingår i släktet Cyrtodesmus och familjen Cyrtodesmidae. Inga underarter finns listade i Catalogue of Life.